# Cinnyricinclus
Genre
Cinnyricinclus est un genre de passereaux qui comprend une seule espèce.

## Répartition géographique
On retrouve les espèces de ce genre un peu partout en Afrique.

## Liste d'espèces
D'après la classification de référence (version 5.2, 2015) du Congrès ornithologique international (ordre phylogénique) :
- Cinnyricinclus leucogaster (Boddaert, 1783) — Étourneau améthyste (anciennement Spréo améthyste)

À laquelle sont parfois rajoutées deux espèces du genre Poeoptera :
- Poeoptera femoralis (Richmond, 1897) — Choucador d'Abbott (anciennement Spréo d'Abbott)
- Poeoptera sharpii (Jackson, 1898) — Choucador de Sharpe (anciennement Spréo de Sharpe)